# Markinez

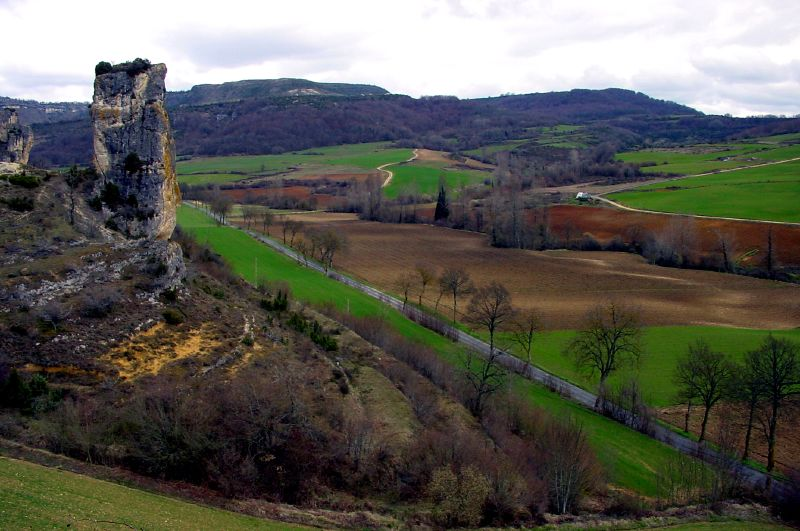
Markinez

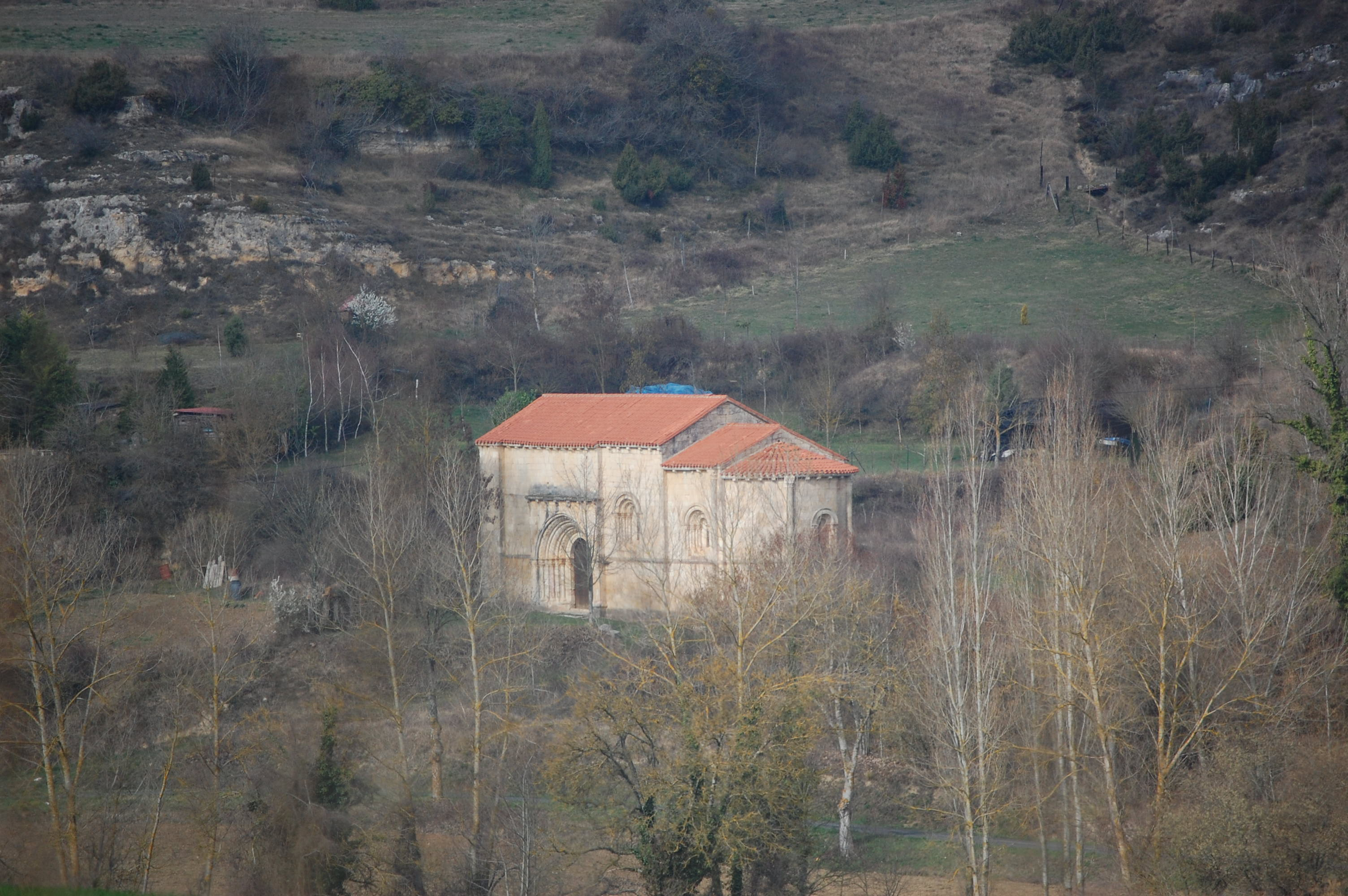
Hermitage de San Juan

Markinez (Marquínez en espagnol ou Markiz en basque) est une commune ou contrée de la municipalité de Bernedo dans la province d'Alava dans la Communauté autonome basque (Espagne).